# Monosexismo
El monosexismo es la creencia de que la monosexualidad es superior a otras orientaciones sexuales, como bisexuales, omnisexuales, polisexuales y pansexuales. Algunas personas piensan que los bisexuales son promiscuos.
Describe una discriminación específica que incluye la bifobia y la panfobia como una extensión del heterosexismo, reforzando la androfilia y la ginefilia como una estricta dicotomía.